# Przejdzie deszcz
Przejdzie deszcz – singel polskiej piosenkarki Julii Żugaj, promujący film Kleks i wynalazek Filipa Golarza. Singel został wydany 20 grudnia 2024.

## Geneza utworu i historia wydania
Utwór napisali i skomponowali Carla Fernandes, Patryk Kumór, Dominic Buczkowski-Wojtaszek i Bartłomiej Marszałek, natomiast za produkcję utworu odpowiadali Hotel Torino.
Singel ukazał się w formacie digital download 20 grudnia 2024 w Polsce za pośrednictwem wytwórni płytowej Open Mind One w dystrybucji e-Muzyka. Piosenka została nagrana do filmu fabularnego Kleks i wynalazek Filipa Golarza (2025) w reżyserii Macieja Kawulskiego.

## Teledysk
Do utworu powstał teledysk w reżyserii Macieja Kawulskiego, który udostępniono w dniu premiery singla za pośrednictwem serwisu YouTube.

## Lista utworów
- Digital download[2]

1. „Przejdzie deszcz” – 2:34